# Kleines Tausendgüldenkraut
Das Kleine Tausendgüldenkraut (Centaurium pulchellum),  auch Zierliches Tausendgüldenkraut genannt, ist eine Pflanzenart aus der Gattung Tausendgüldenkraut (Centaurium) innerhalb der Familie der Enziangewächse (Gentianaceae). Sie ist in Eurasien und Nordafrika verbreitet.

## Beschreibung

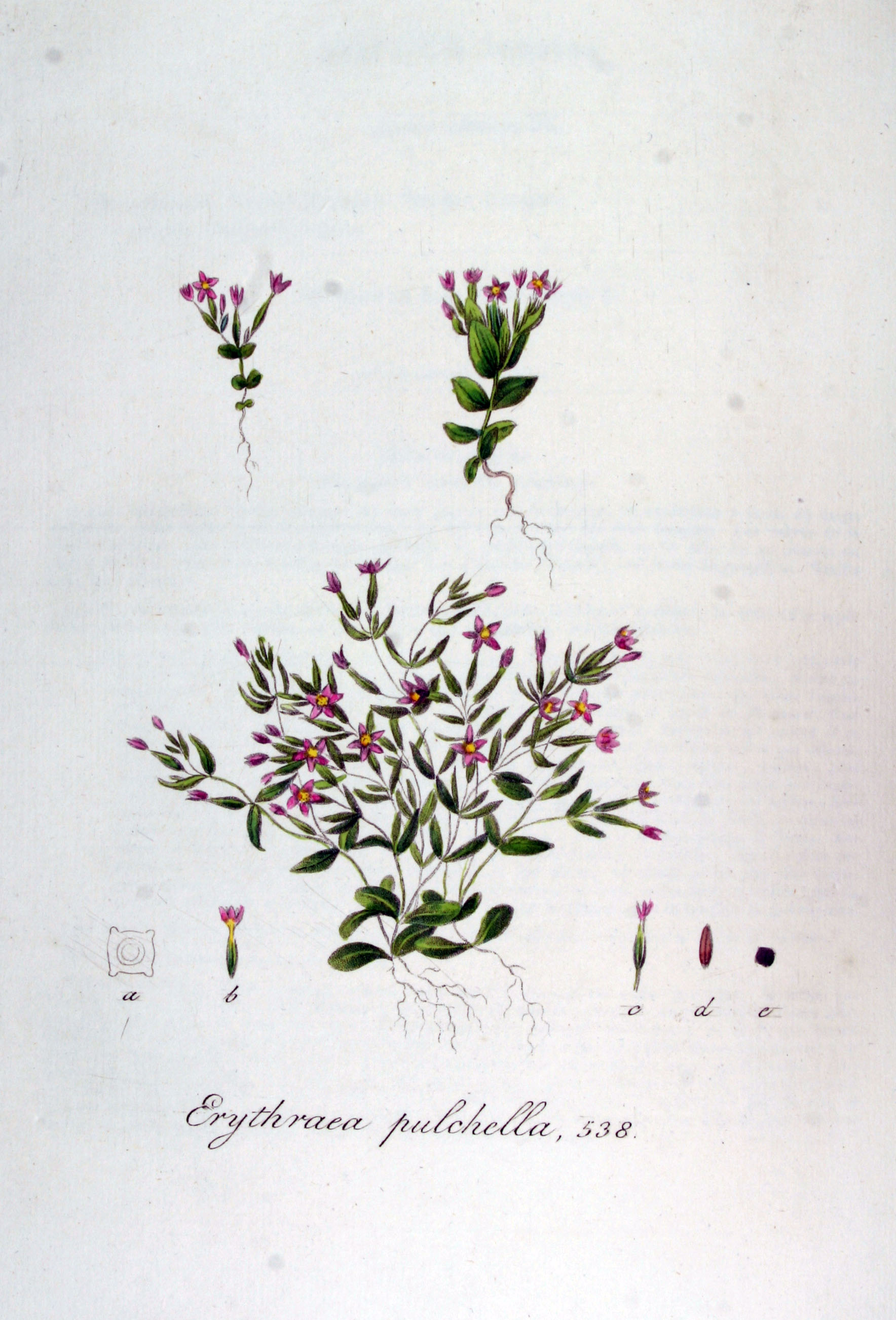
Illustration aus Flora Batava, Band 7, 1830

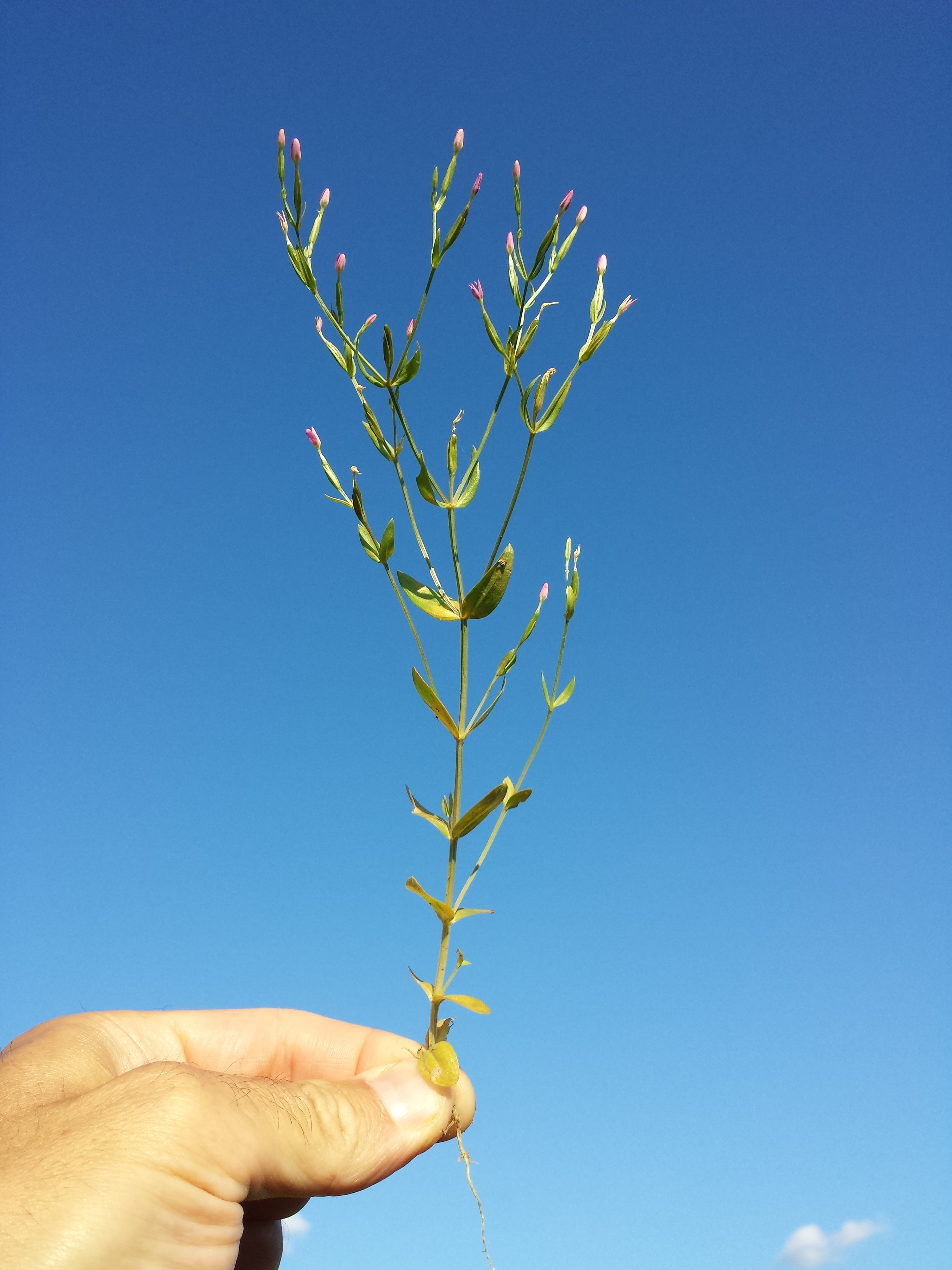
Habitus

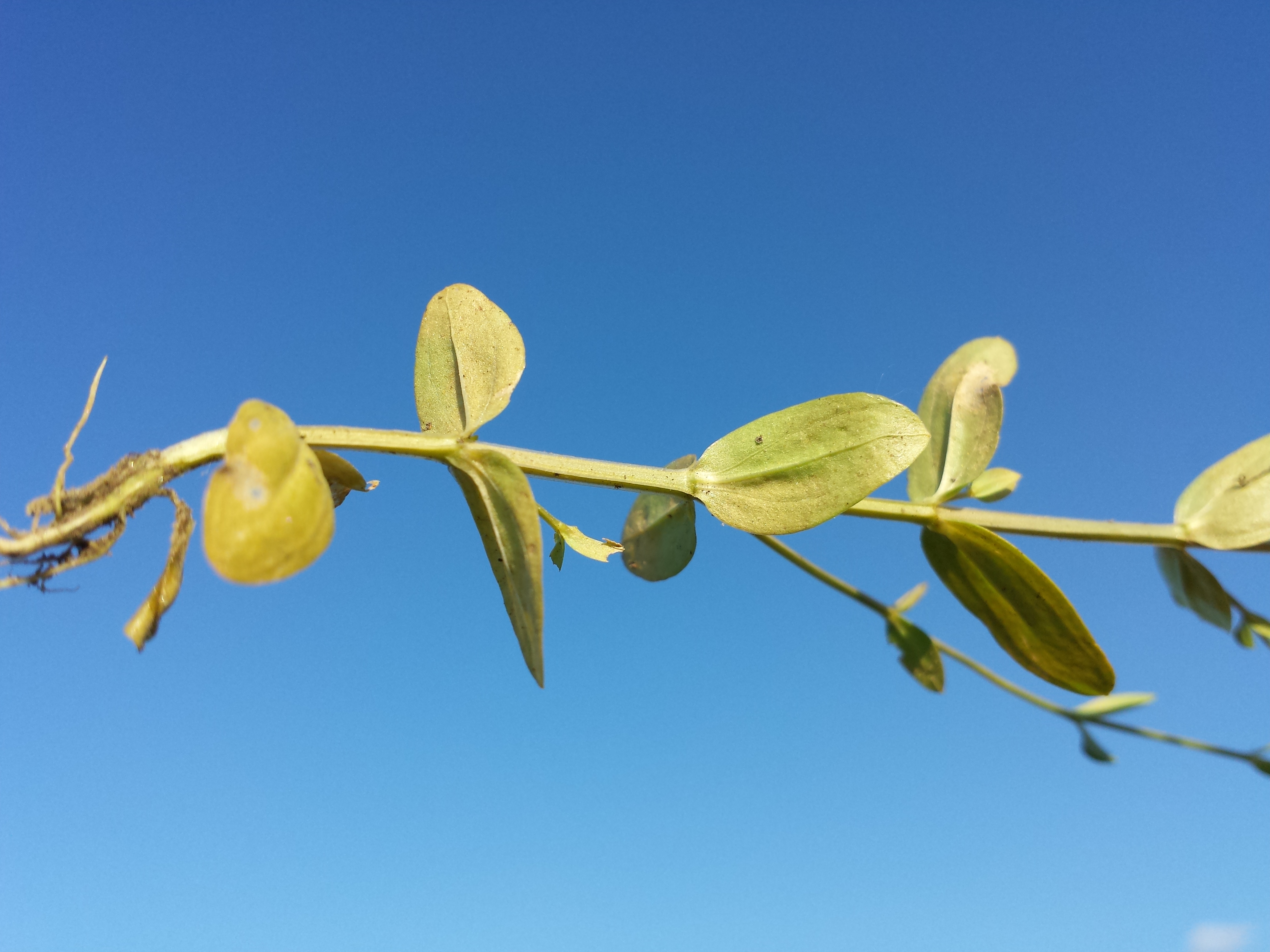
Stängel mit elliptischen bis eilanzettlichen, einnervigen Laubblättern

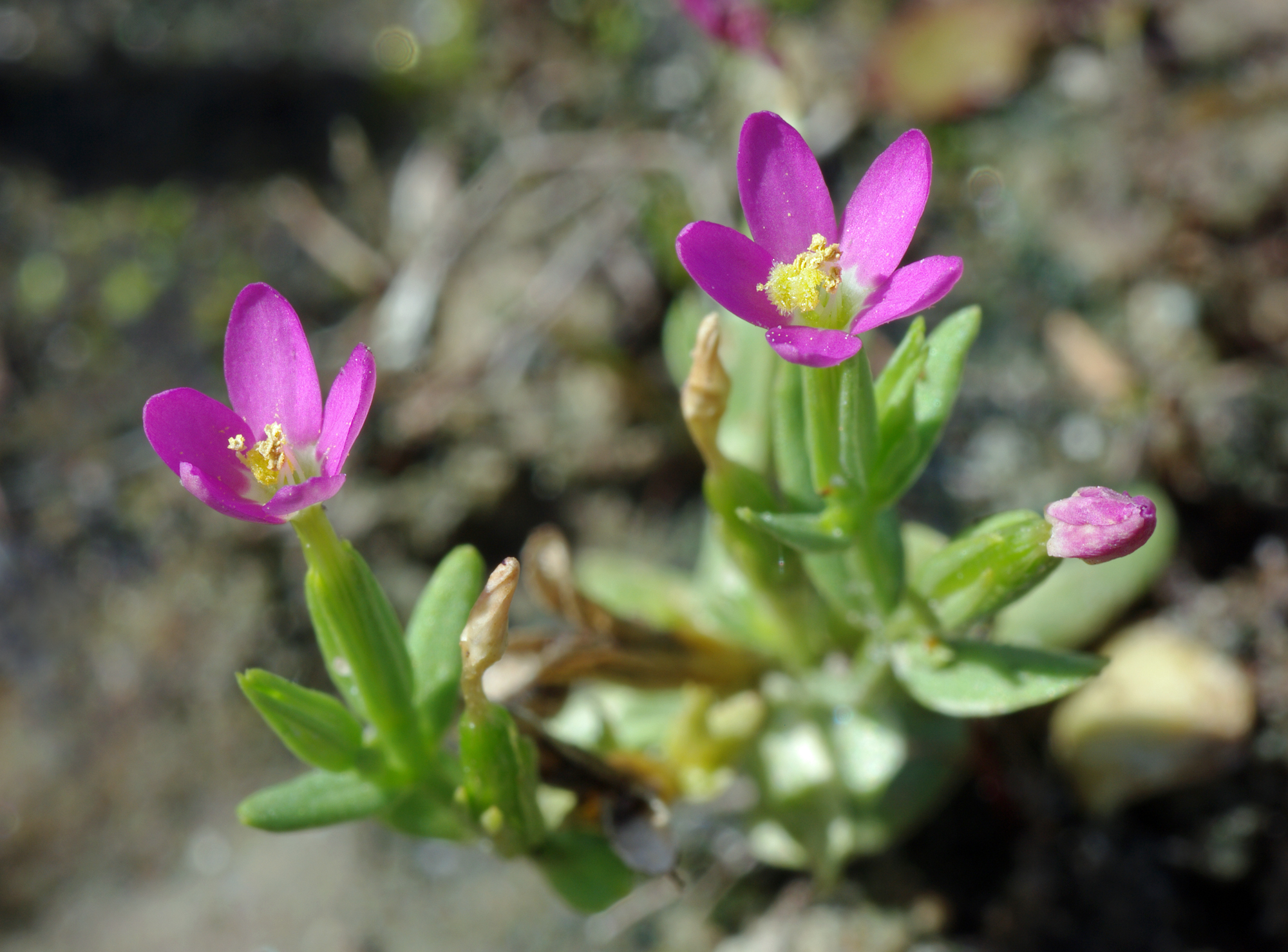
Blütenstand

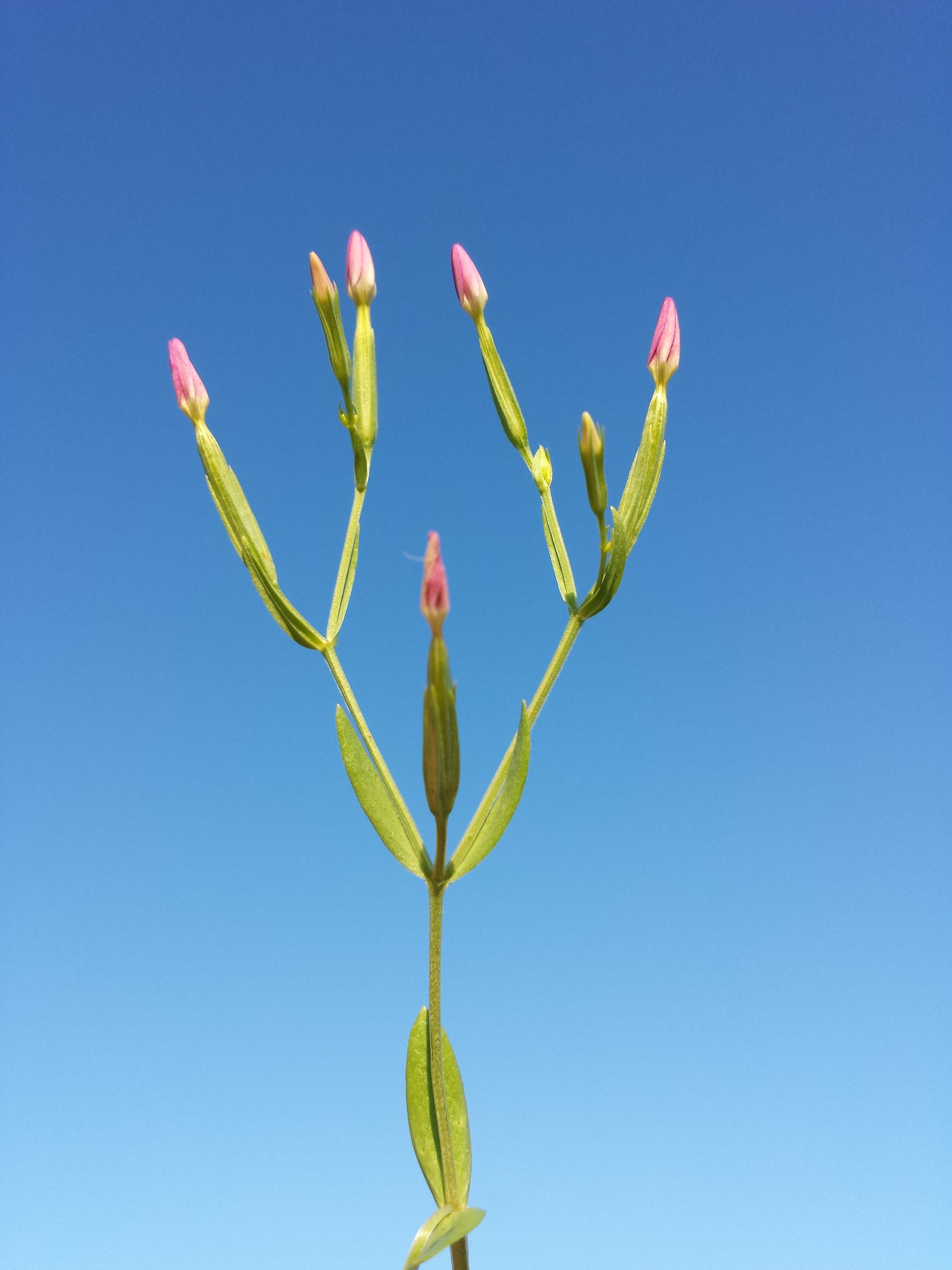
Dichasial verzweigter Blütenstand, die Endblüten sind deutlich gestielt

### Vegetative Merkmale
Das  Kleine Tausendgüldenkraut ist eine zwergwüchsige, einjährige krautige Pflanze, die Wuchshöhen von 2 bis 15, selten bis zu 21 Zentimetern erreicht. Die Stängel sind vierkantig und meist vom Grund an wiederholt gabelästig mit aufrecht stehenden Ästen.
Die Grundblätter bilden im Gegensatz zu den anderen in Mitteleuropa heimischen Tausendgüldenkräutern keine Rosette. Die ganzrandigen Stängelblätter sind kreuzgegenständig, spitz und meist einnervig.

### Generative Merkmale
Der Blütenstand ist bei der Unterart Centaurium pulchellum subsp. pulchellum schon in unteren Bereichen gabelästig ausgebildet. Die Hauptblütezeit ist von Juli bis September. Die fünf-, selten vierzähligen rosafarbenen Blüten sind bis zu 8 Millimeter groß. Sie sind alle gestielt. Die Kelchzähne sind schmal-linealisch, anliegend und etwas kürzer als die Kronröhre. Die Kronzipfel sind bei einer Länge von 3 bis 5 Millimetern elliptisch.
Die Kapselfrucht ist bei einer Länge von 7 bis 10 Millimetern walzenförmig.
Die Chromosomenzahl beträgt 2n = 36.

## Ökologie
Die Blüten öffnen sich erst bei Vormittagstemperaturen um 20 °C oder bei Sonnenschein zwischen 10 und 12 Uhr und sie schließen sich am Nachmittag zwischen 3 und 4 Uhr bei Temperaturen um 25 °C. Die Pflanze wurzelt bis 15 Zentimeter tief.

## Vorkommen und Gefährdung
Das Kleine Tausendgüldenkraut kommt in fast ganz Europa vor, es fehlt nur im äußersten Norden. Darüber hinaus tritt es in Asien und im nördlichen und östlichen Afrika auf. In Nord- und Südamerika ist es ein Neophyt.
Das Kleine Tausendgüldenkraut ist in fast ganz Europa besonders in Küstenbereichen mit Ausnahme von Nord-Skandinavien natürlich verbreitet, die Vorkommen sind jedoch unbeständig. In Mitteleuropa kommt es an den Küsten von Nord- und Ostsee zerstreut vor, in den Kalk- und Lehmgebieten tritt es nur selten auf, und dann meist in nur individuenarmen, lockeren Beständen. In den mitteleuropäischen Gebirgen steigt es kaum auf Höhenlagen von 1200 Metern auf. Es kommt meist nur bis in Höhenlagen von etwa 800 Metern vor.
Es kommt in Mitteleuropa zerstreut auf sonnigen, frischen bis wechselfeuchten, häufig kiesig-sandigen sowie kalk- oder salzhaltigen Standorten vor. Vergemeinschaftet ist Centaurium pulchellum häufig mit Arten der Zwergbinsengesellschaften. Es besiedelt in offenem Gelände Vernässungsstellen auf Wegen, geht aber auch auf Trittstellen an Ufern und Stränden; es ist wenig salzempfindlich. Es kommt in Mitteleuropa besonders in Gesellschaften des Verbands Nanocyperion vor, ist überregional aber eine Charakterart der Klasse Isoeto-Nanojuncetea.
Das Kleine Tausendgüldenkraut gedeiht am besten auf lehmig-tonigen, nährstoffreichen und kalkhaltigen, verdichteten, wechselfeuchten oder nassen Böden.
Die ökologischen Zeigerwerte nach Landolt et al. 2010 sind in der Schweiz: Feuchtezahl F = 3w+ (mäßig feucht aber stark wechselnd), Lichtzahl L = 4 (hell), Reaktionszahl R = 4 (neutral bis basisch), Temperaturzahl T = 3+ (unter-montan und ober-kollin), Nährstoffzahl N = 3 (mäßig nährstoffarm bis mäßig nährstoffreich), Kontinentalitätszahl K = 3 (subozeanisch bis subkontinental), Salztoleranz 1 = tolerant.
Das Kleine Tausendgüldenkraut ist in Deutschland besonders geschützt.

## Systematik und Verbreitung
Die Erstveröffentlichung erfolgte 1783 unter dem Namen (Basionym) Gentiana pulchella durch Olof Peter Swartz in Kongl. Vetensk. Acad. Handl. Volume 4, S. 85. Der gültige Name der Art in der Gattung Centaurium als Centaurium pulchellum (Sw.) Hayek findet sich erst korrekt veröffentlicht durch August von Hayek bei Heinrich von Handel-Mazzetti, Stadelmeyer, Janchen & Faltis in Oesterreichische Botanische Zeitschrift, Band 56, 1906, S. 70. Die Veröffentlichung bei George Claridge Druce in Fl. Berks. 1898, S. 342 gilt als nicht korrekt. Weitere Synonyme für Centaurium pulchellum (Sw.) Hayek sind: Erythraea ramosissima (Vill.) Pers., Erythraea pulchella (Sw.) Fr., Centaurium pulchellum subsp. ramosissimum (Vill.) P.Fourn. Bei der IUCN sind die Unterarten Synonyme von Centaurium pulchellum (Sw.) Hayek: Centaurium meyeri (Bunge) Druce.
Je nach Autor gibt es etwa drei Unterarten:
- Centaurium pulchellum subsp. meyeri (Bunge) Tzvelev (Syn.: Erythraea meyeri Bunge, Centaurium meyeri (Bunge) Druce): Sie kommt in Deutschland, Osteuropa und in Nordafrika vor.[6]
- Centaurium pulchellum subsp. morierei (Corb.) P.Fourn. (Syn.: Erythraea morierei Corb.): Sie kommt nur in Frankreich vor.[6]
- Centaurium pulchellum (Sw.) Hayek subsp. pulchellum: Dieser Endemit kommt nur in Andorra vor.[6]